# Saint-Pons-de-Thomières
Saint-Pons-de-Thomières là một xã thuộc tỉnh Hérault trong vùng Occitanie phía nam nước Pháp. Xã nằm ở khu vực có độ cao trung bình 301 mét trên mực nước biển.